# Pubugou-Talsperre
Die Pubugou-Talsperre (chinesisch 瀑布溝大壩, Pinyin Pùbùgōu Dàbà) ist eine große Talsperre am Fluss Dadu He, einem Zufluss des Jangtsekiang, im Kreis Hanyuan der chinesischen Provinz Sichuan in Südwest-China. Das Absperrbauwerk ist ein Steinschüttdamm. Die gesamte Generatorenkapazität des Wasserkraftwerks beträgt 3.300 bis 3.600 MW.
Die Bauarbeiten begannen am 30. März 2004. Im selben Jahr wurde die Baustelle von 50–100.000 Demonstranten überlaufen, was die Bauarbeiten um ein Jahr verzögerte. Der Grund für die Proteste waren die Umsiedlungen, die durch die geplante Überflutung notwendig werden. Es wurden ca. 3000 Hektar Ackerland überflutet, das ist ein Zehntel der Ackerflächen in Hanyuan. 70.000 bis 100.000 Personen mussten umgesiedelt werden. Chen Tao, einer der Demonstranten, wurde im Jahr 2006 hingerichtet.
Am 22. November 2005 schloss der Damm den Fluss, mit dem Stauen wurde 2009 begonnen und bis Jahresende ein Wasserstand von 790 m über Meereshöhe erreicht.
Im Dezember 2009 wurde der erste Generator in Betrieb genommen. Bis Ende 2010 wurden fünf weitere Generatoren mit einer Leistung von jeweils 600 MW in Betrieb genommen.